# Pierre Farge
Pierre Farge (Marcillac-la-Croze, 28 juillet 1878 - 27 décembre 1947) est un peintre français, originaire de Corrèze. Ami du douanier Rousseau, il peint les monuments de Paris, expose au Salon des Artistes Indépendants et à celui des Tuileries en 1930.